# 若松誠
若松 誠（わかまつ まこと、1969年8月23日 - ）は日本の元俳優。埼玉県さいたま市出身。身長173cm。AB型。
10歳で東京宝映テレビに入団。劇団フジ舞台公演を経て子役として芸能活動を開始。高校進学と同時に芸能活動を自粛しはじめ、高校卒業をきっかけに芸能界を引退。

## 出演

### テレビドラマ
- ウルトラマン80(悟 役)
- 宇宙刑事ギャバン
- サンキュー先生
- 仮面ライダーシリーズ
  - 仮面ライダー (スカイライダー)
  - 仮面ライダースーパー1（岡田トモジ）
- 土曜ワイド劇場 山口線「貴婦人号」SL殺人トリック 哀しい汽笛が津和野に響く (1982年)
- 北の国から
- 2年B組仙八先生
- 徳川家康 (NHK大河ドラマ)(豊臣秀頼 役)
- ビートたけしの学問ノススメ(本田英俊 役)
- サーティーン・ボーイ(野中光一 役)
- 火曜サスペンス劇場
  - 我が子は殺人者（1986年）
  - チョコレートゲーム（1986年） - 悟 役

### CM
- S&B 5/8チップ
- 紀文のちくわ 一輪車編
- NEC PC-6601
- Atari ポールポジション
- ニチレイ ひとくちハンバーグ

### 舞台
- 劇団フジ
  - ミュージカルオリバー
  - たけくらべ
- 新宿コマ劇場 花吹雪二人桜

### 映画
- マークスの山